# マシュー・ハウソン
マシュー（マット）・ハウソン（Matthew "Matt" Howson 、1983年8月25日 - ）は、イングランドのノーフォーク、ノリッジ出身のイギリス人のレーシングドライバー。リチャード・ブラッドリーとニコラ・ラピエールと組んで出走した2015年のル・マン24時間レースのLMP2クラスで、クラス優勝を果たしている。

## レース・キャリア
2001年の英フォーミュラ・ルノー（冬季選手権）にマノー・モータースポーツチームで参戦してフォーミュラレースでのモータースポーツキャリアをスタートさせ、10位に入った。2002年、英フォーミュラ・フォードのジュニア選手権を始め、ランキング8位に入っている。その後、英フォーミュラ・フォードの冬季選手権に参戦し、第5戦で表彰台を獲得した。2003年、メディナ・スポーツ̚に入り、英フォーミュラ・フォードのレギュラー選手権に参戦して2回の3位と1回の2位を獲得してランキング9位でシーズンを終えた。次の冬季選手権にチームJLRで参戦して総合順位2位に入った。
2004年、英フォーミュラ・フォードの第4戦にレイ・スポーツで一部参戦した。その後、チーム・SWR・パイオニアに移籍して英フォーミュラ・BMWに参戦し、1勝を挙げて総合順位12位に入っている。2005年、英フォーミュラ・BMWへの参戦を継続し、フィルセル・モータースポーツで戦うことになり、4勝を挙げ、ランキング3位となった。英フォーミュラ・BMWのシーズン終了後に行われた「フォーミュラBMW・ワールドファイナル」（世界一決定戦）では9位に入っている。2006年、フォーミュラレースに留まり続け、フィルセル・モータースポーツに残留して、英フォーミュラ・ルノー2戦と英フォーミュラ・BMW4戦に参戦することになった。彼は英フォーミュラ・BMWで1勝を挙げた。
2007年、資金不足の為ヨーロッパでのレース参戦が出来なかった。英ポルシェ・カレラカップを2戦ゲスト枠で出走している。その後、アジアン・フォーミュラ3選手権の2007/08の冬季シーズンにPTRS・レーシングで参戦し、2勝を挙げ、229-332ポイントを獲得してフレデリック・フェルフィッシュに続く総合2位の成績を挙げた。2008年はアジアGT選手権のBクラスで2戦出走して2勝した。
2年間のレース活動休止期間を経て2011年にモータースポーツに復帰した。その間、マンチェスター・メトロポリタン大学での勉学を終了した。2011年シーズンの後半、全日本F3選手権にSGC by KCMGチームで参戦し、ランキング7位に入った。2012年チームに残留し、全日本F3選手権のNクラスで一度7位に入り、ランキング5位となった。総合のドライバー部門では、ベストリザルトが7位で、結果ノーポイントに終わった。
2013年、FIA 世界耐久選手権（WEC）のLMP2クラスにKCMGチームで参戦し、耐久レースに挑戦することとなった。ル・マン24時間レースでは、ゲスト・ドライバーとして出走している。2014年、KCMGのフルシーズン（レギュラー）・ドライバーとしてWECに参戦した。リチャード・ブラッドリーとは全戦でパートナーを組むことになった。サードドライバーは、アレキサンドレ・インペラトーリと松田次生が務めることになった。ハウソンとブラッドリーは、3回のLMP2クラス優勝を挙げた。その内の2勝はインペラトーリと、残る1勝は松田と勝ち取ったものである。世界選手権では、ハウソンとブラッドリーは13位に入った。2015年、ハウソンとブラッドリーはまたKCMGでWECに参戦した。サードドライバーは、ニック・タンディとニコラ・ラピエールが務めることになった。ハウソンとブラッドリーとラピエールは、ル・マン24時間レースで、LMP2クラス優勝を挙げた。WECではニュルブルクリンクのレースでもう1勝を挙げているが、そちらのレースのサードドライバーはタンディである。ハウソンとブラッドリーは総合11位の成績でシーズンを終了した。

## その他
ハウソンは、レースドライバーとしてだけでなく、2004年以降はドライバーのトレーナーとしても活動している。2008年から2010年にかけては、ダブルR・レーシングで働いていた。2011年以降は、ハウソンはフォルテック・モータースポーツのトレーナーに就任している。他にこのポジションに就いているのは、ジェイク・デニス、アレックス・リン、マシュー・パリー、オリバー・ローランド、ウィル・スティーブンスらである

## レースの記録

### 参戦してきた主なレース
| - 2001年: 英フォーミュラ・ルノー冬季シーズン (10位) - 2002年: 英フォーミュラ・フォードジュニア選手権 (8位) - 2002年: 英フォーミュラ・フォード冬季シーズン (5位) - 2003年: 英フォーミュラ・フォード (9位) - 2003年: 英フォーミュラ・フォード冬季シーズン (2位) - 2004年: 英フォーミュラ・フォード (19位) | - 2004年: 英フォーミュラBMW (12位) - 2005年: 英フォーミュラBMW (5位) - 2006年: 英フォーミュラBMW (13位) - 2006年: 英フォーミュラ・ルノー (30位) - 2008年: アジアF3 (2位) - 2008年: アジアGT選手権Bクラス (4位) | - 2011年: 全日本F3選手権 (7位) - 2012年: 全日本F3選手権 - 2013年: WEC (40位) - 2014年: WEC (13位) - 2015年: WEC (11位) |

### 全日本フォーミュラ3選手権
| 年     | チーム      | エンジン | クラス | 1    | 2    | 3       | 4       | 5        | 6      | 7       | 8       | 9       | 10     | 11      | 12      | 13     | 14      | 15       | 16     | 順位 | ポイント |
| ------ | ----------- | -------- | ------ | ---- | ---- | ------- | ------- | -------- | ------ | ------- | ------- | ------- | ------ | ------- | ------- | ------ | ------- | -------- | ------ | ---- | -------- |
| 2011年 | SGC by KCMG | トヨタ   |        | SUZ1 | SUZ2 | FSW1    | FSW2    | FSW3     | FSW1   | FSW2    | TRM1    | TRM2    | OKA1 9 | OKA2 5  | SUZ1 C  | SUZ2 C | SUG1 14 | SUG2 Ret | SUG3 6 | 7位  | 7        |
| 2012年 | SGC by KCMG | トヨタ   |        | SUZ1 | SUZ2 | TRM1 11 | TRM1 11 | FSW1 Ret | FSW2 7 | TRM1 11 | TRM2 14 | OKA1 11 | OKA2 9 | SUG1 10 | SUG2 10 | SUG3 8 | FSW1    | FSW2     |        | NC   | 0        |

### 世界耐久選手権
| 年     | チーム | 使用車両       | クラス | 1     | 2     | 3       | 4     | 5     | 6       | 7     | 8     | 順位 | ポイント |
| ------ | ------ | -------------- | ------ | ----- | ----- | ------- | ----- | ----- | ------- | ----- | ----- | ---- | -------- |
| 2013年 | KCMG   | モーガン・LMP2 | LMP2   | SIL 6 | SPA   | LMN Ret | SÃO   | COA   | FSW 6   | SHA   | BHR   | NC   | 0        |
| 2014年 | KCMG   | オレカ・03     | LMP2   | SIL 2 | SPA 2 |         |       |       |         |       |       | 3位  | 130      |
| 2014年 | KCMG   | オレカ・03R    | LMP2   |       |       | LMN Ret | COA 1 | FSW 2 | SHA Ret | BHR 1 | SÃO 1 | 3位  | 130      |
| 2015年 | KCMG   | オレカ・05     | LMP2   | SIL 4 | SPA 3 | LMN 1   | NÜR 1 | COA 2 | FSW Ret | SHA 3 | BHR 2 | 2位  | 155      |

### ル・マン24時間レース
| 年     | チーム | パートナー                                              | 使用車両             | クラス | 周回数 | 総合順位 | クラス順位 |
| ------ | ------ | ------------------------------------------------------- | -------------------- | ------ | ------ | -------- | ---------- |
| 2014年 | KCMG   | アレキサンドレ・インペラトーリ ホーピン・タン           | オレカ・03R-ニッサン | LMP2   | 87     | DNF      | DNF        |
| 2014年 | KCMG   | アレキサンドレ・インペラトーリ リチャード・ブラッドリー | オレカ・03R-ニッサン | LMP2   | 87     | DNF      | DNF        |
| 2015年 | KCMG   | リチャード・ブラッドリー ニコラ・ラピエール             | オレカ・05-ニッサン  | LMP2   | 358    | 9位      | 1位        |
| 2016年 | KCMG   | 松田次生 リチャード・ブラッドリー                       | オレカ・05-ニッサン  | LMP2   | 116    | DNF      | DNF        |